# Mijaíl Tiurin
Mijaíl Vladislávovich Tiurin (del ruso: Михаил Владиславович Тюрин) (* Kolomna,  RSFS de Rusia, 2 de marzo de 1960 - ) es un ingeniero y cosmonauta ruso.

## Datos personales
Mijaíl Tiurin vive en Koroliov, una pequeña ciudad fuera de Moscú. Nació el 2 de marzo de 1960, en Kolomna, URSS (ahora Rusia), a unos 60 kilómetros de Moscú, y donde sus padres aún residen. Está casado con Tatiana Anatólievna Tiúrina. Tienen una hija, Aleksandra, nacida en 1982. Disfruta de la navegación en su tiempo libre.

## Educación
Se graduó en el Instituto de Aviación de Moscú en 1984 con una licenciatura en ingeniería y una especialización en la creación de modelos matemáticos relacionados con el vuelo mecánico. Actualmente está realizando un trabajo de posgrado en su campo de investigación.

## Experiencia
Después de graduarse en el Instituto de Aviación comenzó a trabajar en la empresa Energía como ingeniero. Los principales temas de su trabajo han sido dinámicas, balística, y desarrollo de software. Su investigación científica personal se relaciona con los aspectos psicológicos del entrenamiento de cosmonautas para el control manual del movimiento de la nave espacial.

## Premios
Tyurin fue galardonado con la medalla Héroe de la Federación Rusa.

## Carrera de cosmonauta

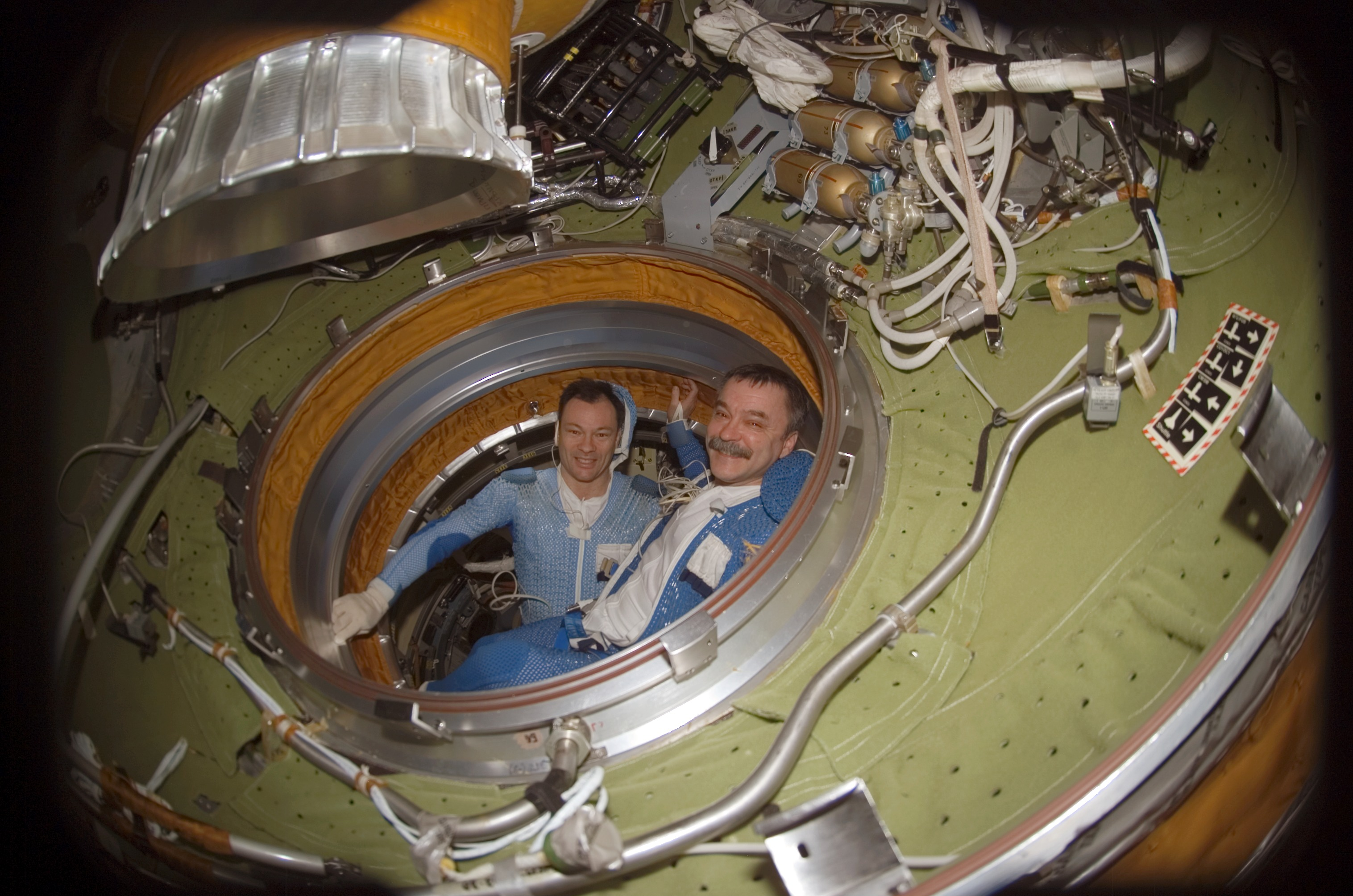
Mijaíl Tiurin (derecha) y Miguel López-Alegría en la cámara Pirs

En 1994 fue seleccionado para comenzar el entrenamiento de cosmonautas, y en 1998 empezó a entrenar como ingeniero de vuelo de la tripulación de la Expedición 3. También ejerció como miembro de la tripulación de reserva para la primera misión a la ISS.

### Expedición 3
Tyurin vivió y trabajó a bordo de la Estación Espacial Internacional como parte de la tripulación de la Expedición 3. El Transbordador espacial Discovery  llevó a Tyurin y otros seis miembros de la tripulación en STS-105 la misión despegó al espacio desde el Centro Espacial Kennedy (KSC), el 10 de agosto de 2001. El transbordador se acopló a la ISS el 12 de agosto a las 18:41 UTC. Tyurin gastó aproximadamente 4 meses a bordo de la estación como ingeniero de vuelo 1. Durante la misión de larga duración de la tripulación de la Expedición 3 disfrutó de una vista única de la tormenta de meteoros Leónidas 2001.
En el final de la estancia Expedición 3 miembros de la tripulación, el astronauta de la NASA Frank Culbertson, Tyurin, y el cosmonauta Vladimir Dezhurov devuelto a Tierra a bordo del transbordador espacial Endeavour  Endeavour 's STS-108 misión que entregó a la tripulación de la Expedición 4 para la Estación Espacial Internacional y aterrizó en el KSC el 17 de diciembre de 2001.

### Expedición 14

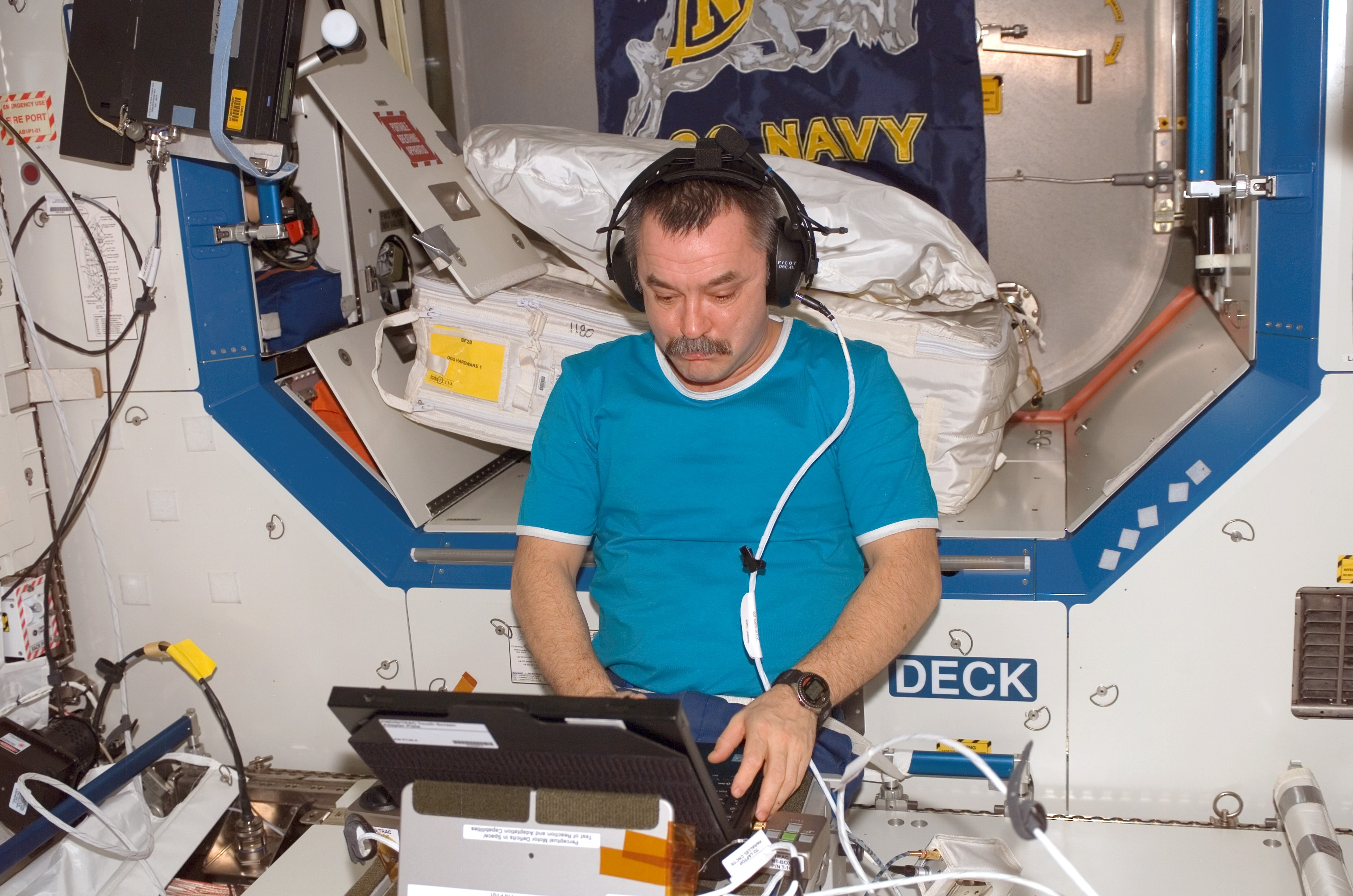
Mikhail Tyurin, Expedition 14 flight engineer works with the Test of Reaction and Adaptation Capabilities (TRAC) experiment in the Destiny laboratory of the ISS.

Junto con los astronautas de la NASA Michael López-Alegría y Anousheh Ansari despegó a bordo de la Soyuz TMA-9 desde el cosmódromo de Baikonur el 18 de septiembre de 2006 a las 04:08 UTC, a la ISS.  La nave espacial se acopló a la ISS el 20 de septiembre a las 05:21 UTC tras dos días de vuelo autónomo. Tyurin sirvió como comandante de la Soyuz, y después del acoplamiento con la ISS se intercambia con el equipo residente a bordo de la ISS y se convirtió en la tripulación de la estación XIV, Expedición 14. Tyurin pasó 215 días a bordo de la Estación Espacial Internacional como Ingeniero de Vuelo. La Soyuz TMA-9 cápsula llevando Tyurin, López-Alegría y el participante espacial Charles Simonyi aterrizó suroeste de Karaganda, Kazajistán el 21 de abril de 2007 12:30 UTC.

### Expedición 38/39
Tyurin fue comandante de vuelo Soyuz TMA-11M, que se acopló a la Estación Espacial Internacional el 7 de noviembre de 2013. Tiene previsto permanecer en la ISS durante Expedición 38 y 39.

## Actividades Extravehiculares
En junio de 2010, Tyurin ha realizado cuatro caminatas espaciales de carrera. Tiempo de Tyurin EVA a través de cuatro caminatas espaciales es de 17 horas y 14 minutos. Tyurin llevó a cabo su primera carrera de tres caminatas espaciales durante la misión de la Expedición 3 a la ISS. El 8 de octubre de 2001, Tyurin y Dezhurov aventuró fuera de la ISS para marcar la caminata espacial número 100 para llevar a cabo por cosmonautas rusos. El principal objetivo de la caminata espacial fue de equipar a la  Pirs  Docking Compartimiento y hacer conexiones entre ese compartimiento recién llegado y el módulo Zvezda. Los astronautas instalaron un cable que permite comunicaciones de radio caminata espacial entre las dos secciones de la estación. También instalaron pasamanos en el nuevo compartimiento y una escalera exterior que se utilizará para ayudar a astronautas dejan  Pirs ' escotilla. Tyurin y Dezhurov también instalaron una grúa de carga Strela en la estación. La caminata espacial duró 4 horas y 58 minutos que termina a las 19:21 UTC.

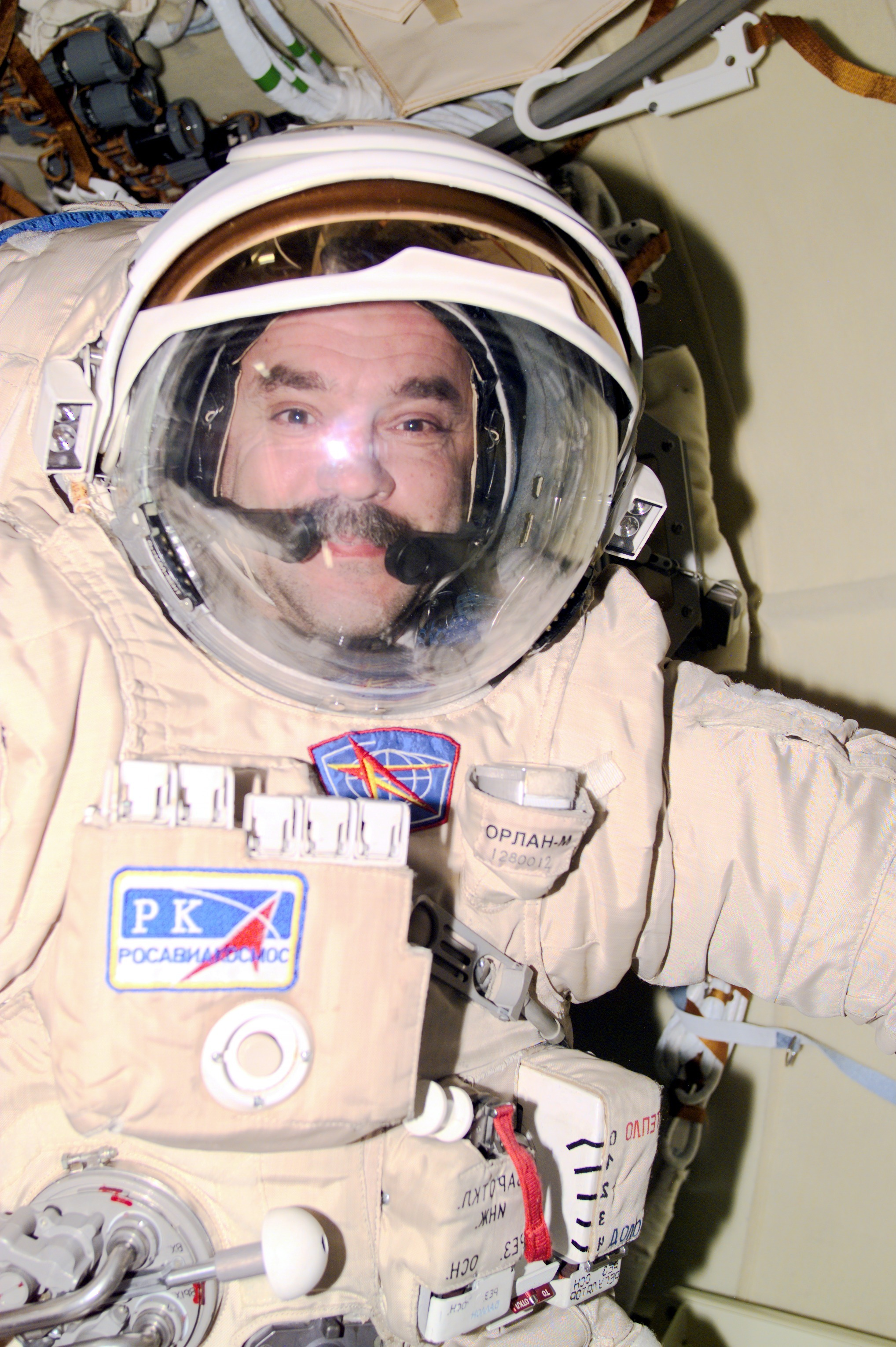
Mikhail Tyurin con un traje espacial Orlan.

El 15 de octubre de 2001, Tyurin realizó su segunda caminata espacial. Los dos astronautas regresaron al espacio fuera de la ISS desde la esclusa Pirs. Dezhurov y Tyurin instalaron experimentos comerciales rusos en el exterior del Pirs. Entre los experimentos es un conjunto de investigaciones de cómo diversos materiales reaccionan con el medio ambiente durante un largo espacio de tiempo. Llamado MPAC-semillas, la investigación se encuentra en tres contenedores de tamaño de un maletín. La caminata espacial duró 5 horas y 52 minutos.
El 3 de diciembre de 2001, Tyurin llevó a cabo su tercera caminata espacial en su carrera Vestidos con trajes espaciales Orlan, Tyurin y Dezhurov flotaba fuera de la esclusa Pirs a las 13:20 UTC. Dezhurov y Tyurin utilizan una herramienta de corte para quitar una junta de goma errante que había impedido un progreso de reabastecimiento barco desde firmemente acoplamiento con la ISS. Los dos caminantes espaciales también tomaron fotos de los escombros, que era un sello de goma de la nave de carga previa y de la interfaz de acoplamiento. La caminata espacial duró 2 horas y 46 minutos.
El 22 de noviembre de 2006 Tyurin realizó su cuarta carrera caminata espacial a partir de las 23:17 UTC. La caminata espacial se había retrasado de su programada 20:00 UTC hora de inicio debido a un problema de refrigeración en el traje de Tyurin. Tyurin salió del traje y se enderezó una manguera sospechoso que al parecer se había convertido retorcido. Durante la caminata espacial, Tyurin golpeó una bola de golf desde el exterior de la esclusa Pirs. Este "experimento" fue patrocinado por una empresa comercial con sede en Toronto,Element 21 (compañía de golf) , que fabrica palos de golf hechos de escandio. La bola pesa solo 3 gramos, en comparación con 48 gramos de una pelota de golf estándar. En ese peso, que era poco probable dañar los componentes de la estación que podría accidentalmente se han visto afectados. Los dos caminantes espaciales siguiente tarea fue a inspeccionar una antena Kurs en el Progress M-58 la nave espacial que había atracado el 26 de octubre de 2006. Tyurin y López-Alegría mueven a la parte posterior del módulo Zvezda y se fotografiaron la antena. Desde que se sigue completamente extendida, Tyurin utiliza un destornillador para liberar un pestillo y trató de retirar la antena. Los controladores de vuelo rusos también intentaron retractarse mediante la activación de un motor. Tampoco tuvo éxito, y la tarea fue abandonada. A continuación se trasladó una antena WAL, eso era para guiar a la compañía de carga no tripulada europea, el Automated Transfer Vehicle, para acoplarse a la estación. Los dos caminantes espaciales también instalaron un experimento de neutrones BTN, que caracteriza a las partículas cargadas y neutras en la órbita baja de la Tierra. Dos cubiertas térmicas del BTN se deshicieron antes Tyurin y López-Alegría volvieron a la esclusa Pirs a las 04:55 UTC del 23 de noviembre. La caminata espacial duró 5 horas y 38 minutos.